# Haim Saban

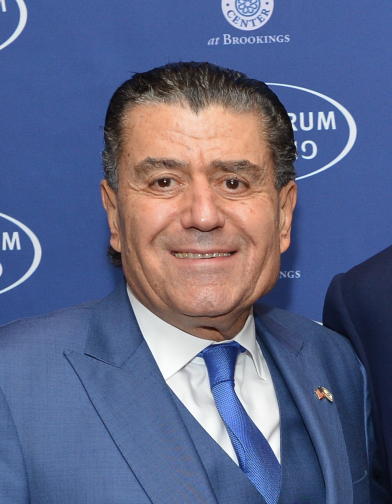
Haim Saban

Haim Saban ( Hebreeuws: חיים סבן) (Alexandrië, 15 oktober 1944) is een Egyptisch-Amerikaanse televisieproducent en mediamagnaat van Joodse komaf.
Samen met Shuki Levy was hij eigenaar van televisieproductiebedrijf Saban Entertainment, bekend van wereldhits als Mighty Morphin Power Rangers, BeetleBorgs en Dragon Ball Z. Ook was hij deels eigenaar van de wereldwijde reeks Fox Kids-zenders. Tegenwoordig is hij eigenaar van Saban Capital Group.

## Biografie
Haim Saban werd geboren in Alexandrië. Vanwege de Suezcrisis verhuisde hij in 1956 samen met veel andere Joden naar Israël. In 1966 begon hij zijn carrière als bassist en manager bij de band The Lions of Judah. Dave Watts van de Britse band The Tornados was ook lid van deze band.
Na in 1975 bijna failliet te zijn gegaan, verhuisde Saban naar Parijs. Van daaruit verhuisde hij in 1983 naar Los Angeles. In de Verenigde Staten begon hij zijn televisiecarrière. In 1988 richtte hij Saban Entertainment op. Tevens begon hij zijn samenwerking met Shuki Levy. Samen werden ze aanvankelijk beroemd als componisten van titelmuziek en soundtracks voor kinderprogramma's, al was Levy in werkelijkheid de componist en Saban zijn manager. Behalve voor hun eigen producties, werkten ze ook mee aan series van andere bedrijven zoals Inspector Gadget, The Mysterious Cities Of Gold, M.A.S.K., Dinosaucers, Dragon Quest, He-Man and the Masters of the Universe, She-Ra en Jayce and the Wheeled Warriors. In de jaren 90 kreeg Saban wereldwijd succes met de serie Power Rangers.
In 2001 werd Fox Family Worldwide Inc, waar ook Saban Entertainment onder viel, verkocht aan The Walt Disney Company. Saban hield zelf aan de verkoop 1,6 miljard dollar over, de grootste transfer ooit tussen een bedrijf en een individu. Na de verkoop bleef Saban wel actief in de film- en televisiewereld met zijn maatschappij Saban Capital Group.
Sinds de jaren 90 zet Saban zich onder andere in voor Israël. In 2017 produceerde hij de film Power Rangers, tevens kreeg hij datzelfde jaar een ster op de Hollywood Walk of Fame.
Saban is getrouwd en heeft twee kinderen.